# Jean Tague-Sutcliffe
Jean Tague-Sutcliffe (1931 - 1996) fue una bibliotecaria, bibliómetra e informatóloga canadiense que desarrolló modelos matemáticos para el estudio de la Recuperación de información y la Informetría.

## Biografía
Estudió Biblioteconomía en la Universidad McGill y comenzó su carrera profesional como bibliotecaria más tarde, en 1960, se doctora en la Universidad Case Western Reserve. Fue líder en la creación de la Escuela de Biblioteconomía y Ciencia de la Información en la Universidad de Western Ontario de la que fue decana desde 1984 a 1995. Después logró que la escuela fuese incluida dentro de la Facultad de Comunicación de dicha universidad.
Jean Tague-Sutcliffe trabajó para otros organismos canadienses como los proyectos de catalogación abordados para la Biblioteca Nacional de Canadá u otros encargos documentales para el Natural Sciences and Engineering Research Councill o el Social Sciences and Humanities Reserach Councill. 
Fue miembro fundador de la International Society for Scientometrics and Informetrics (ISSI).
Estuvo casada y tuvo tres hijos.

## Obra académica
Jean Tague-Sutcliffe estuvo interesada en el desarrollo de modelos matemáticos para el estudio de la Recuperación de información (RI) y la Bibliometría, temas ya presentes en su tesis doctoral. Sus investigaciones siempre partieron desde un enfoque empirista, por lo que sus modelos matemáticos siempre fueron testados en estudios de campo contra colecciones documentales; por ejemplo, su estudio de la conferencia internacional de recuperación de la información (TREC-3). Además, Tague-Sutcliffe siempre reflexionaba sobre el uso correcto que había que dar a las técnicas estadísticas empleadas.
Identificó como 7 las variables o elementos que contempla el campo de actuación de la RI. Cada una de estas variables se deben estudiar e investigar de manera independiente:

1.- Colección documental o base de datos

2.- Representación de información

3.- Usuarios

4.- Estrategias de búsqueda

5.- Intermediarios de búsqueda: bibliotecarios, documentalistas, gestores de información...

6.- Proceso de búsqueda

7.- Evaluación de la recuperación

En 1992, Tague-Sutcliffe publicó un artículo titulado Introducción a la Informetría dónde explica la importancia y los fenómenos específicos de la Informetría y su relación con la Bibliometría o la Cienciometría. Realiza un repaso histórico sobre el camino de dicha disciplina informativa a la que define como el estudio de los aspectos cuantitativos de la información en cualquier formato, no solo el documentos o bibliografías, y en cualquier grupo social, no solo científicos
En 1995 publicó una obra clásica en el campo de la Información y la Documentación Científica: Measuring information: an information service perspective. En esta obra, Tague-Sutcliffe construye una teoría de la información basada en sólidos cimientos matemáticos y diversos métodos cuantitativos, en donde toma en cuenta tanto las propiedades de la información y el documento como las características de los usuarios y sus necesidades de información. 
Al año siguiente (1996), la Association for Information Science and Technology le concede, además del Premio al Mejor Libro en Ciencia de la Información, el Premio ASIST al Mérito Académico.
Otras actividades que abordó fue la gestión y evaluación de bibliotecas y centros de documentación.